# Klein Liebitz

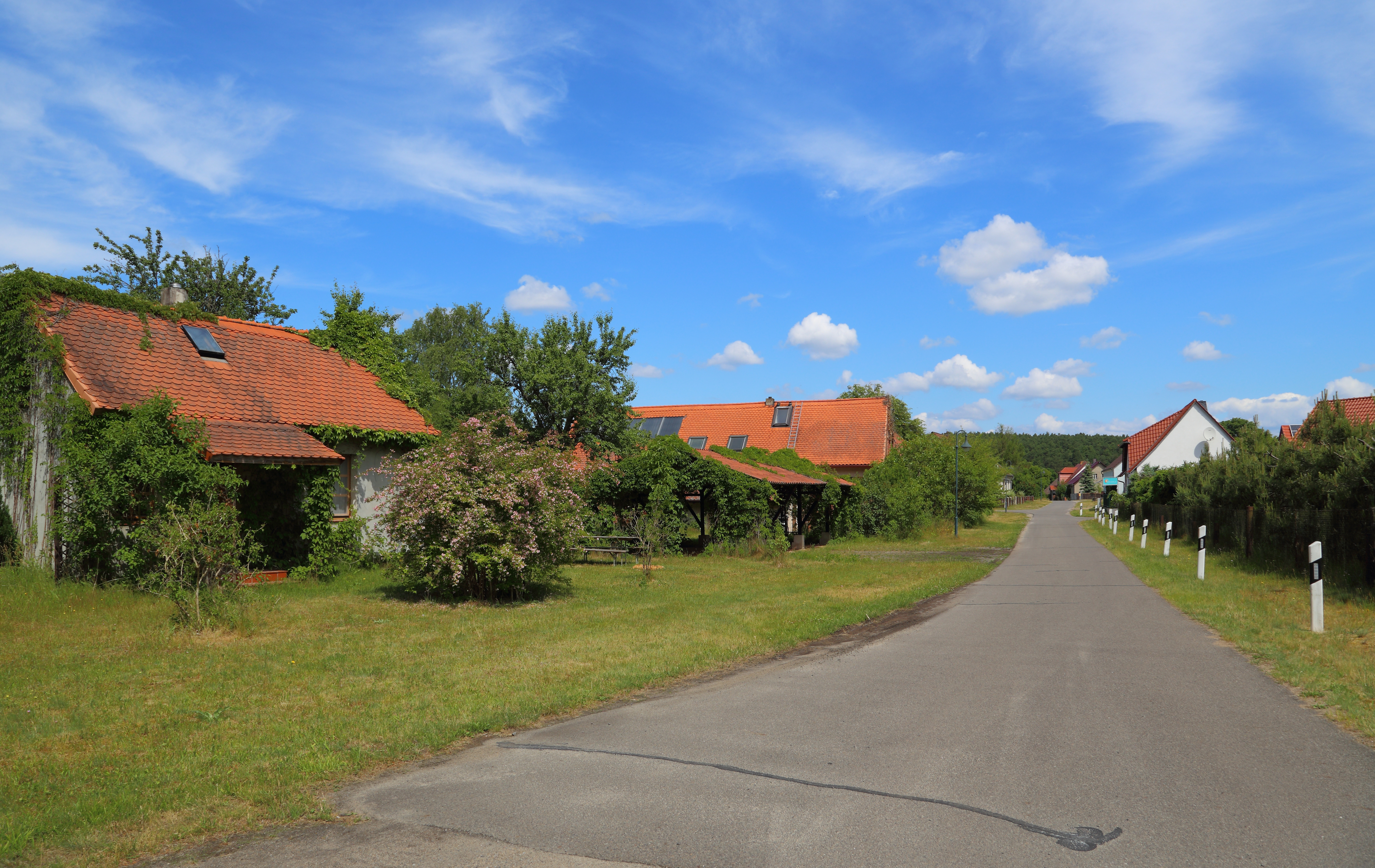
Dorfansicht

Klein Liebitz (niedersorbisch Małe Libice) ist ein bewohnter Gemeindeteil von Lamsfeld-Groß Liebitz, einem Ortsteil der Gemeinde Schwielochsee im Landkreis Dahme-Spreewald in Brandenburg.

## Lage
Klein Liebitz liegt in der Niederlausitz etwa vier Kilometer südwestlich der Stadt Lieberose. Umliegende Ortschaften sind Lieberose im Nordosten, der zur Gemeinde Spreewaldheide gehörende Ortsteil Butzen im Südwesten sowie Groß Liebitz im Nordwesten.
Klein Liebitz liegt in der Lieberoser Heide nahe der Grenze zum Spreewald. Der Ort ist ringsherum von weitreichenden Kiefernwäldern umgeben. Klein Liebitz ist über zwei Gemeindestraßen mit der etwa fünf Kilometer nordwestlich verlaufenden Landesstraße 44 nach Straupitz und der vier Kilometer nordöstlich verlaufenden Bundesstraße 320 nach Guben verbunden.

## Geschichte
Klein Liebitz wurde erstmals im Jahr 1519 als „Vw. klein Lubitz“ urkundlich erwähnt und war ein Vorwerk des benachbarten Groß Liebitz. Der Ortsname stammt aus der sorbischen Sprache und bedeutet „Ort, wo Leute eines Mannes namens Lub wohnen“.
1844 zählte man in Klein Liebitz 95 Einwohner, die in 14 Gebäuden lebten. Eingepfarrt war der Ort nach Lieberose. Bis in das 19. Jahrhundert hatte Klein Liebitz auch sorbischsprachige Einwohner, der Gebrauch der sorbischen Sprache ging jedoch gegen Ende des 19. Jahrhunderts stark zurück. Für seine Statistik über die sorbische Bevölkerung in der Lausitz ermittelte Arnošt Muka in den 1880er Jahren eine Einwohnerzahl von insgesamt 110, davon waren allerdings nur noch 30 Einwohner Sorben und 80 Einwohner Deutsche, was einem sorbischsprachigen Anteil von 27 % entsprach.
Nach dem Wiener Kongress kam Klein Liebitz als Teil der Niederlausitz an das Königreich Preußen. Dort lag der Ort im Landkreis Lübben im Regierungsbezirk Frankfurt. Zum 1. April 1939 wurde Klein Liebitz nach Groß Liebitz eingemeindet, zum 1. Januar 1946 wurde der Ort jedoch wieder eigenständig. Am 1. Juli 1950 erfolgte die endgültige Eingemeindung des Dorfes in die Gemeinde Groß Liebitz. Am 25. Juli 1952 wurde Klein Liebitz dem neu gebildeten Kreis Lübben im Bezirk Cottbus zugeordnet. Am 1. Januar 1974 wurde Klein Liebitz als Teil von Groß Liebitz mit der Gemeinde Lamsfeld zu der neuen Gemeinde Lamsfeld-Groß Liebitz zusammen.
Nach der Wende lag diese Gemeinde im Landkreis Lübben in Brandenburg. Am 1. Oktober 1992 schloss Lamsfeld-Groß Liebitz sich dem Amt Lieberose an. Nach der brandenburgischen Kreisreform vom 6. Dezember 1993 kam die Gemeinde schließlich zum neu gebildeten Landkreis Dahme-Spreewald. Am 26. Oktober 2003 wurde Lamsfeld-Groß Liebitz zusammen mit den Gemeinden Goyatz, Jessern, Mochow, Ressen-Zaue und Speichrow zu der neuen Gemeinde Schwielochsee zusammengeschlossen. Zeitgleich fusionierte das Amt Lieberose mit dem Amt Oberspreewald zum Amt Lieberose/Oberspreewald. Klein Liebitz wurde durch die Eingemeindung zu einem Gemeindeteil herabgestuft.

## Bevölkerungsentwicklung
| Jahr | Einwohner |
| ---- | --------- |
| 1875 | 105       |
| 1890 | 91        |
| 1910 | 82        |
| 1925 | 89        |
| 1933 | 84        |
| 1946 | 94        |

## Nachweise
1. ↑  Reinhard E. Fischer: Die Ortsnamen der Länder Brandenburg und Berlin: Alter - Herkunft - Bedeutung. be.bra Wissenschaft, 2005, S. 104.
2. ↑  Topographisch-statistische Übersicht des Regierungsbezirks Frankfurt a. d. O. 1844, S. 171.
3. ↑  Ernst Tschernik: Die Entwicklung der sorbischen Bevölkerung. Akademie-Verlag, Berlin 1954.
4. ↑  Klein Liebitz im Geschichtlichen Ortsverzeichnis. Abgerufen am 21. Oktober 2017.
5. ↑  Historisches Gemeindeverzeichnis des Landes Brandenburg 1875 bis 2005. (PDF; 331 KB) Landkreis Dahme-Spreewald. Landesbetrieb für Datenverarbeitung und Statistik Land Brandenburg, Dezember 2006, abgerufen am 21. Oktober 2017.